# بابکی اولتسکیه
بابکی اولتسکیه (به لهستانی:  Babki Oleckie) یک روستا در لهستان است که در گمینا اولتسکو واقع شده‌است.